# Alfre Woodard
Alfre Ette Woodard (/ˈwʊdɑːrd/ⓘ; Tulsa, Oklahoma, 8 de noviembre de 1952) es una actriz estadounidense. Fue nominada a los Premios Óscar y ha ganado cuatro Premios Emmy, tres Premios del Sindicato de Actores y un Premio Globo de Oro.

## Biografía

### Vida personal
Woodard nació en Tulsa, Oklahoma, hija de Constance, un ama de casa, y Marion H. Woodard, un empresario y diseñador de interiores. Asistió a la Bishop Kelley High School, una escuela católica privada en Tulsa. Estudió drama en la Universidad de Boston. Woodard vive en Santa Mónica, California, con su esposo, el escritor Roderick Spencer. Juntos tienen dos hijos adoptivos, Mavis y Duncan. Es una seguidora de la Ciencia Cristiana. También es fundadora y miembro de la junta de Artists for a New South Africa (Artistas para una Nueva Sudáfrica) y participa activamente en el Partido Demócrata estadounidense.

### Carrera
Woodard ha aparecido en numerosas series de televisión y películas. Fue nominada al Óscar a la mejor actriz de reparto por su actuación en la película de 1983 Cross Creek. También tuvo el papel de Lily Sloane, la asistente de Zefram Cochrane, en Star Trek VIII: Primer contacto.
Entre los trabajos de Woodard para televisión se encuentran Hill Street Blues, St. Elsewhere, Puss in Boots, L.A. Law y Homicide: Life on the Street. Woodard ha ganado cuatro premios Primetime Emmy por sus actuaciones en Hill Street Blues, L.A. Law, el telefilme Miss Evers' Boys y The Practice. También ha recibido nominaciones por Words by Heart, St. Elsewhere, Unnatural Causes, A Mother's Courage: The Mary Thomas Story, The Piano Lesson, Gulliver's Travels, Homicide: Life on the Street y The Water Is Wide. De 2005 a 2006, Woodard actuó en la serie de ABC Desperate Housewives en el papel de Betty Applewhite, por el cual recibió otra nominación a los Emmy.
Woodard también ha participado en varias obras de teatro, entre las que se encuentran Map of the World, Drowning Crow, Me & Bessie y Cuento de invierno.

## Filmografía

### Cine y televisión
- Summer Camp (2024)[1]
- The Book of Clarence (2023)[2]
- The Porter (2022)
- Moon Girl and Devil Dinosaur (2021)
- Make It Work! (2020)
- See (2019)
- El rey león (2019)
- Fatherhood (2019)[3]
- Clemency (2019)[4]
- Juanita (2019)
- Luke Cage (2016-presente; serie original de Netflix)
- A Series of Unfortunate Events (2017, serie original de Netflix)
- Capitán América: Civil War (2016)
- Annabelle (2014)
- 12 Years a Slave (2013)
- Copper (2013, serie de TV)
- Private Practice (2012, serie de TV, un episodio)
- Steel Magnolias (2012, telefilme)
- Grey's Anatomy (2011, serie de TV, un episodio)
- Memphis Beat (2010, serie de TV)
- Black Panther (2010, serie de TV, voz)
- True Blood (2010, serie de TV)
- Three Rivers (2009, serie de TV)
- Reach for Me (2009)
- Medal of Honor (2008, documental para TV)
- My Own Worst Enemy (2008, serie de TV)
- The Family That Preys (2008)
- American Violet (2008)
- Take the Lead (2006)
- Something New (2006)
- Desperate Housewives (2005-2006, serie de TV)
- Beauty Shop (2005)
- The Forgotten (2004)
- A Wrinkle in Time (2003)
- Me llaman Radio (2003)
- El núcleo (2003)
- The Singing Detective (2003)
- The Wild Thornberrys Movie (2002, voz)
- Searching for Debra Winger (2002)
- K-Pax (2001)
- Dinosaurio (2000) (Voz)
- Love & Basketball (2000)
- Holiday Heart (2000, telefilme)
- Mumford (1999)
- Funny Valentines (1999, telefilme)
- Down in the Delta (1998)
- The Brave Little Toaster to the Rescue (1997, voz)
- Miss Evers' Boys (1997, telefilme)
- Cadillac Desert (1997)
- Follow Me Home (1996)
- Primal Fear (1996)
- Star Trek VIII: Primer contacto (1996)
- The Piano Lesson (1995, TV)
- How to Make an American Quilt (1995)
- Crooklyn (1994)
- Heart and Souls (1993)
- The Gun in Betty Lou's Handbag (1992)
- Passion Fish (1992)
- Grand Canyon (1991)
- Miss Firecracker (1989)
- Scrooged (1988)
- Mandela (1987, telefilme)
- Extremities (1986)
- St. Elsewhere (1985-1987, serie de TV)
- Tucker's Witch (1982-1983, serie de TV)

## Premios y distinciones
Premios Óscar
| Año  | Categoría                          | Película                    | Resultado |
| ---- | ---------------------------------- | --------------------------- | --------- |
| 1984 | Oscar a la mejor actriz de reparto | Los mejores años de mi vida | Nominada  |